# Girolamo Franzini
Girolamo Franzini, né à Brescia en 1537 et mort à Rome le 18 septembre 1596, est un libraire et éditeur italien de la Renaissance.

## Biographie
Girolamo Franzini exerçait sa profession à Rome vers la fin du XVIe siècle. On lui doit l'ouvrage Antiquitates romanæ urbis (Rome, 1588, pet. in-8° ; 1596 ou 1599, in-12). Il est divisé en quatre parties : la première contient les monuments anciens ; la seconde, les temples et les églises ; la troisième, les palais, et la quatrième, les statues antiques. L'auteur a beaucoup profité des recherches de ses devanciers et entre autres de Bartolomeo Marliani ; mais à leurs observations il en a joint un assez grand nombre qui sont le fruit de ses propres études. L'ouvrage de Franzini a été traduit en italien (Rome, 1594, in-8°) et en espagnol (ibid., 1589) sous le titre Las cosas maravilliosas de la ciudad de Roma.